# Gilles Joye
Gilles Joye (Bisdom Doornik, vermoedelijk Kortrijk, 1424/1425 – Brugge, 31 december 1483) was een Vlaamse polyfonist, componist, zanger, dichter en geestelijke uit de renaissance. Hij kan worden gerekend tot de Bourgondische School en stond vooral bekend om zijn wereldlijke liederen in een lyrische en elegante stijl.

## Leven

#### 1420-1454: Kortrijk, Brugge en Kleef
Mogelijk was Gilles Joye afkomstig van Kortrijk. Documenten van 1420 gewagen van een zekere Oliver Joye die daar een huis bezat en misschien zijn vader was. Hoewel over Joyes vorming niets bekend is, lijkt het erop alsof hij een uitstekende muzikale opvoeding had genoten in Kortrijk of Brugge, waar hij vanaf 1449 werkzaam was in de Sint-Donaaskerk. Aan deze kapittelkerk zou hij zijn hele leven verbonden blijven.
Uit documenten van het kapittelarchief blijkt dat Joye zich vaak in een moeilijk parket bracht. Hij zou betrokken zijn geweest bij straatgekrakeel, zich schuldig hebben gemaakt aan veelvuldig bordeelbezoek, geweigerd hebben deel te nemen aan de gebruikelijke zanggelegenheden en in het bijzonder regelmatig aangetroffen zijn bij de beruchtste vrouw van lichte zeden van de stad, Rosabelle. Zo werd op 15 maart 1451 over hem bericht dat hij gedurende de mis van de voorbije kerstavond samen met zijn vrienden Johannes Band en Jacobus Tayaert hekelverzen over zijn collega's had voorgelezen. Op 19 augustus 1451 staat van hem vermeld dat hij deelnam aan een straatrel en op 27 september 1452 zou hij een woordenwisseling met de schoolmeester hebben gehad, die hij daarbij een confabulando … ut iret in locum suum had genoemd.
Op 7 januari 1452 kreeg het kapittel het alweer met Joye, Tayaert, Leonis en de componist Cornelius Heyns aan de stok vanwege hun uitdrukkelijke weigering de succentor bij het zingen van motetten op de vooravond van Driekoningen bij te staan; bovendien hadden ze protest aangetekend tegen de beslissing van het kapittel om het traditionele Ezelsfeest niet langer te laten plaatsvinden.
Ondanks zijn liederlijke activiteiten werd Joye priester en kanunnik, verbonden aan het kapittel van de Maria-Hemelvaartkloosterkerk van Kleef in 1453. Of zijn ambt daar verblijfsplicht inhield, is niet bekend.

#### 1454-1462: Brugge, Italië (?)
Toen Joye op 27 november 1454 opnieuw solliciteerde naar de betrekking van koorzanger aan de toenmalige Sint-Donaaskerk in Brugge, werd hem diets gemaakt dat hij eerst zijn levenswandel zou moeten aanpassen en dat hij zijn tong in bedwang hoorde te leren houden (abstinere ab ablocutionibus quibus habundare consuevit), maar bovenal afscheid diende te nemen van de concubine die met hem samenleefde en bekendstond als Rosabelle (vocatam in vulgo Rosabelle).
Tussen 1454 en 1459 zijn binnen de Nederlanden geen bronnen met gegevens over de componist aangetroffen. Maar op grond van zijn Italiaanse ballata op een gedicht van een eigentijdse Florentijn, is geopperd dat hij een tijd in Italië heeft verbleven, zoals zovele andere Nederlandse polyfonisten van zijn generatie en volgende. Tegen 1459 was hij echter zeker opnieuw verbonden aan de Brugse Sint-Donaaskerk: op 16 september werd hij immers kanunnik aan die kerk. Een jaar later, op 3 november 1460, werd hij kapelaan aan de Sint-Basiliuskapel, die van de Sint-Donaas afhing.

#### 1462-1473: Bourgondische hofkapel, Delft
Vanaf september 1462 werd Joye als zanger opgenomen in de Bourgondische hofkapel van hertog Filips de Goede, eerst als clerc, later als kapelaan. Vanaf 1467 nam Karel de Stoute hem over. Tot 1468 werkte hij aan deze instelling, aan de zijde van voorname componisten als Hayne van Ghizeghem, Robert Morton en Antoine Busnois. Om gezondheidsredenen diende hij in 1468 aan zijn taken te verzaken, maar hij bleef officieel aan de kapel verbonden tot 1470/71, toen hij op rust werd gesteld.
Ook als lid van de hofkapel had Joye geestelijke en muzikale taken te vervullen bij verschillende kerken. Tussen 1465 en 1473 was hij rector, pastor parochialis, aan de Sint-Hippolytuskerk in Delft. Hij trad verschillende keren op als expert in dienst van de Sint-Donaaskerk, onder meer bij de toelatingsproeven opgelegd aan aanstaande koorknapen. Als magister fabrice besteedde hij in 1467-69 ook grote bedragen aan kopieën van polyfone muziek. In 1468 bediende hij de hertogelijke kloosters en verwierf hij twee kostbare gradualen bij boekhandelaar Jean de Clerc, aan wie hij de betaling in 1481 en 1482 echter nog schuldig was.
Als kanunnik van Sint-Johannes-van-der-Coutre schonk hij in 1470 aanzienlijke bedragen voor de koorknapen. In 1471 keerde hij waarschijnlijk naar de Brugse Sint-Donaas terug.

#### 1473-1483: Laatste jaren en begrafenis
In 1482 woonden Joye en zanger Pierre Basin de proef bij van drie kandidaten voor het ambt van organist aan de Sint-Donaas. Na afloop werd Eustacius van Parijs het ambt toevertrouwd.
Gillis Joye stierf in Brugge op 31 december 1483. Hoewel de vereffening van zijn schulden niet probleemloos verliep, kreeg hij toch een mooie begrafenis, waarvoor de klok Lenaerd van de Sint-Donaas werd geluid. Vele requiemmissen werden te zijner nagedachtenis gelezen, waartoe hij een donatie had nagelaten. Zijn graf bevond zich in de sacristie van de ondertussen verdwenen kerk.

## Portret van Gilles Joye
Het lijkt erop alsof Gilles Joye zichzelf veeleer hoog heeft geschat. Dat zelfbewustzijn komt tot uiting in zijn buitengewone, in 1472 gedateerde en aan Hans Memling toegeschreven portret. Een opschrift op de lijst vermeldt dat Joye toen 47 was. Het portret was het rechterpaneel van een diptiek waarvan het linkerpaneel spoorloos is verdwenen. Ongetwijfeld werd, naar de traditie van die tijd, op dat rechterpaneel de Moeder Gods met kind afgebeeld. Joye wordt hier veeleer als adorant voorgesteld en niet als muzikant. Dat was evenmin het geval voor de componist Jacob Obrecht, op het portret dat twintig jaar van hem is gemaakt en dat ook vaak wordt toegeschreven aan Hans Memling of iemand uit diens invloedssfeer. Opvallend zijn twee gouden ringen aan de linkerhand waarvan één het wapen van Joye draagt, zoals we het ook van zijn grafteken kennen, en de andere een blauwe steen. Het portret wordt bewaard in het "Sterling en Francine Clark Art Institute" in Williamstown, Massachusetts in de Verenigde Staten.

## Muziek
Al de overgeleverde muziek van Joye is vocaal, wereldlijk en uitsluitend driestemmig. Vier van zijn werken zijn rondelen op Franse tekst (ofschoon de tekst van één rondeel in de bron niet genoteerd staat) en één is een Italiaanse ballata, vermoedelijk tussen 1454 en 1459 geschreven; mogelijk verbleef hij toen in Italië. Joyes liederen zijn karakteristiek voor de Bourgondische wereldlijke muziek van toen; ze zijn melodisch, helder en lyrisch van stijl. Een ervan, Ce qu'on fait, is uitgesproken schunnig.
Er is geen geestelijke muziek bewaard die met zekerheid aan Joye kan worden toegeschreven, maar twee anonieme missen die gebaseerd zijn op het eigentijdse lied O rosa bella zijn Joye op stilistische grond toegeschreven; bovendien kan de gelijkenis tussen O rosa bella en de naam van zijn geliefkoosde vrouw van lichte zeden, samen beschouwd met de algemene oneerbiedige lijn in zijn leven en werk, deze veronderstelling schragen.
Joye is een van de componisten die Guillaume Crétin opsomt in zijn vermaarde gedicht Déploration sur le trépas de Jean Ockeghem (bewening van het overlijden van Johannes Ockeghem), geschreven na de dood van die componist in 1497; hij is er een van de engelen die Ockeghem in de Hemel verwelkomen. De lijst van componisten die Crétin vermeldt, is lang beschouwd als die van alle componisten van betekenis in de late 15de eeuw, wat voor Joyes roem zou pleiten ofschoon slechts een gering aantal van zijn werken bewaard bleef.

## Werken
1. Ce qu'on fait a catimini (3-stemmig rondeau op Franse tekst, vóór 1475/6)
2. Mercy mon dueil je ne supplie (3-stemmig rondeau op Franse tekst, vóór 1475/6)
3. Non pas que je veuille penser (3-stemmig rondeau op Franse tekst, vóór 1475/6)
4. Tekstloos 3-stemmig rondeau (in de Trente Codex 90, fol. 295, vóór 1460)
5. Poy ché crudel Fortuna et rio Distino (3-stemmige ballata op Italiaanse tekst, vóór 1460)

Dat enkele liederen in Italiaanse bronnen bewaard zijn gebleven, heeft ertoe geleid dat is aangenomen dat Joye enige tijd in Italië heeft geleefd. Tot op heden is echter geen historisch document gevonden dat deze veronderstelling ook kan staven.
Mogelijk is Joye ook de componist van twee anoniem overgeleverde missen O rosa bella (Trente Codex 88, Nr. 475-479 en Trente Codex 90, Nr. 1114-1118) waarvan de titel geacht wordt een bedekt huldeblijk aan Rosabella te zijn, om wie Joye zich in 1454 in de problemen had gewerkt. De stijl van de missen schijnt bij die van Joye aan te sluiten.

## Voetnoten
1. ↑  Geboortejaar gebaseerd op het portretschilderij van 1472, waarop hij de leeftijd van 47 jaar krijgt.
2. 1 2 3 4 5  Fallows, Grove online
3. ↑  Reese, p. 115

- Bibliothèque nationale de France: cb14835547z (data)
- Gemeinsame Normdatei: 1013027302
- International Standard Name Identifier: 0000 0001 2024 0245
- MusicBrainz: dc21e70d-61c3-492f-a78a-acef37c432ce
- Nederlandse Thesaurus van Auteursnamen: 184982340
- Système universitaire de documentation: 113507259
- Virtual International Authority File: 37183253